# Peter Borg
Sven Peter Borg (23 agosto 1960) è un ex cestista svedese.
È il padre di Tobias Borg.

## Carriera
Con la Svezia ha disputato i Campionati europei del 1993.